# Tango Bar (1935)

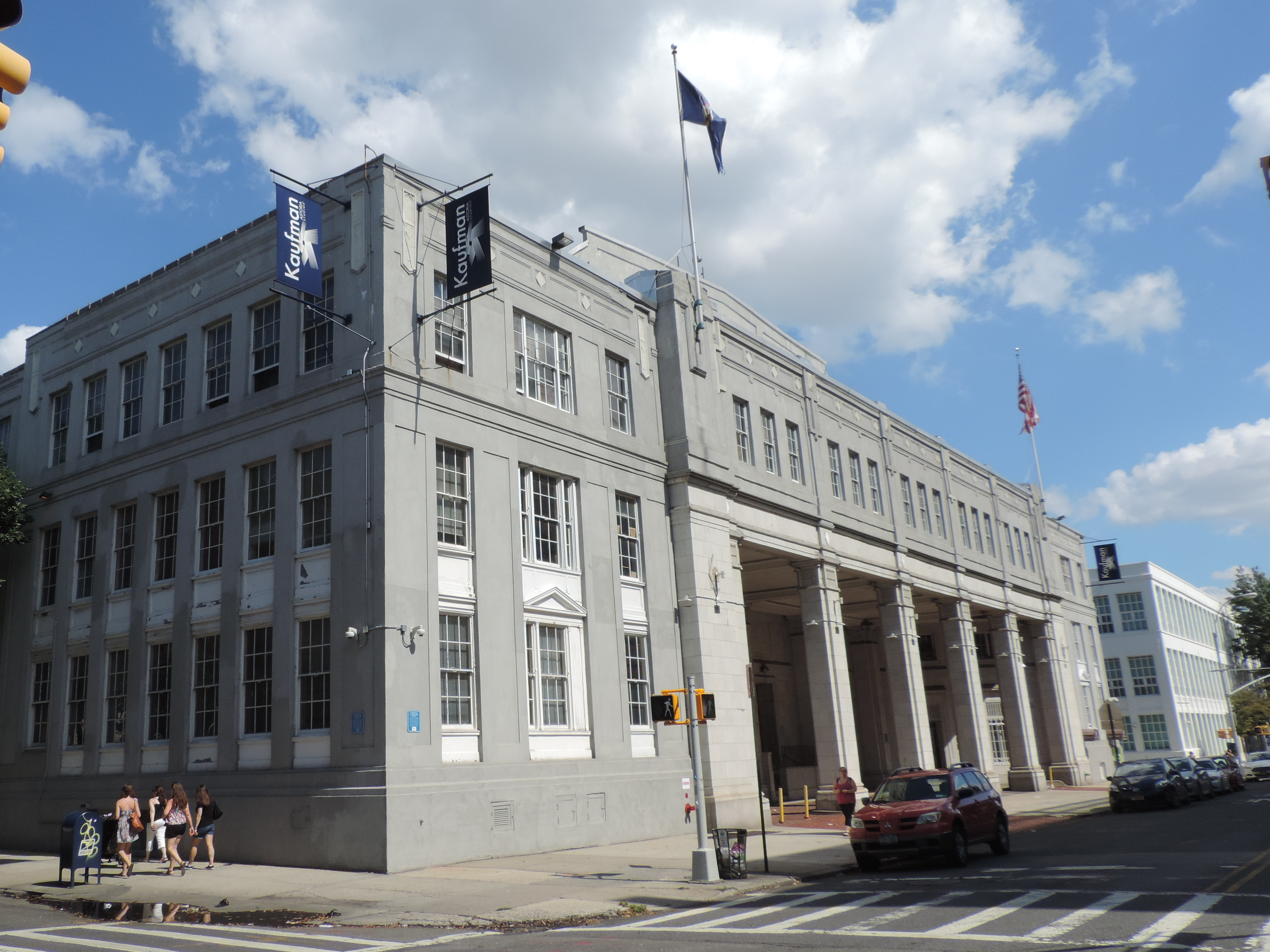
Die Studios Kaufman Astoria, wo alle US-amerikanischen Filme Gardels gedreht wurden

Tango Bar ist der letzte Spielfilm des Tango-Sängers Carlos Gardel und Teil einer Reihe seiner Filme, die von den US-amerikanischen Paramount Pictures in den Studios Kaufmann Astoria (New York City) produziert wurden. Regie führte der Österreicher John Reinhardt, das Drehbuch stammte von dem Brasilianer Alfredo le Pera, Darsteller neben Gardel waren Rosita Moreno, Enrique de Rosas und Tito Lusiardo.
Der Film erzählt eine romantische Kriminalgeschichte, die sich um einen leidenschaftlichen Wetter auf Pferderennen dreht, der in Barcelona eine Tango-Bar eröffnet, und eine Juwelendiebin, die in der Folge erpresst wird. Gardel singt die Musikstücke Por una cabeza, Los ojos de mi moza, Lejana tierra mía und Arrabal amargo. Die Uraufführung fand am 5. Juli 1935 in New York statt, wenige Tage nachdem Gardel bei einem Flugzeugunglück gestorben war.

## Hintergrund
Zwischen 1931 und 1932 hatte Gardel vier Filme mit der US-amerikanischen Produktionsgesellschaft Paramount in deren europäischen Studios in Frankreich gedreht. Diese Filme machten Gardel zu einem internationalen Star, besonders in der spanischsprachigen Welt. Ende 1933 reiste Gardel zum ersten Mal in die Vereinigten Staaten, wo er mit großem Erfolg im Programm der NBC von New York sang. Er wurde von dem Rundfunkorchester unter Leitung von Hugo Mariani begleitet. Arrangeur war der Argentinier Teric Tucci, der seit etwa zehn Jahren in den Vereinigten Staaten lebte.
Bei dieser Gelegenheit lud Gardel Alfredo Le Pera nach New York ein, um ihn als seinen Vertreter bei Paramount zu gewinnen mit dem Ziel, einen Film in der Vereinigten Staaten zu machen. Der Vertrag wurde am 20. März 1934 unterzeichnet und sah die Schaffung einer Produktionsgesellschaft mit dem Namen Éxito Corporation als Tochterunternehmen des amerikanischen Kinogiganten vor, deren einziger Schauspieler der argentinische Sänger war. Zunächst wurden noch im gleichen Jahr zwei Filme gedreht: Cuesta abajo und El tango en Broadway. Regisseur war der Franzose Louis J. Gasnier, der auf Grund der Ablehnung durch Gardel und seine Künstlerkollegen bei den zwei folgenden Filmen abgelöst wurde.
Begeistert von dem Erfolg der Filme Gardels beschloss die Paramount, 1935 zwei weitere Filme mit ihm zu machen, die seine letzten sein sollten: El día que me quieras und Tango bar. Gardel und Le Pera hatten bereits beschlossen, die Zusammenarbeit mit Gasnier zu beenden; als Nachfolger wählten sie John Reinhardt, einen jungen Regisseur österreichischen Ursprungs, der schon einige Filme mit lateinamerikanischen Schauspielern realisiert hatte und sich für die Vorschläge der beiden empfänglicher zeigte. Zwei zentrale Merkmale stechen bei diesen beiden Filmen hervor: das erste ist die Entscheidung, den Gesang Gardels live aufzunehmen und so auf die traditionelle Synchronisation bei der Postproduktion zu verzichten. Das zweite ist die Entscheidung, sich im Stil der Filme an das Publikum der spanischsprachigen Länder zu richten und sich von den europäisch-nordamerikanischen Stereotypen zu entfernen.
Tango Bar wurde im Februar 1935 gedreht, einen Monat nach den Dreharbeiten zu El día que me quieras, mit Reinhardt als Regisseur nach einem Drehbuch von Le Pera. Wie sich schon in den vorherigen Filmen Gardels angekündigt hatte, verbesserte sich in dieser Produktion das Niveau der Schauspielerei weiter durch die Beteiligung des hervorragenden argentinischen Schauspielers Enrique de Rosas, der sich der aus dem vorigen Film bekannten Besetzung mit Rosita Moreno, Tito Luisardo, Fernando Adelantado y Manuel Peluffo anschloss.
Nach Beendigung der Dreharbeiten und auf dem Höhepunkt seines Erfolges begann Gardel, eine Reise durch verschiedene Länder Lateinamerikas zu planen, in deren Verlauf er bei einem Flugzeugunglück am 24. Juni 1935 starb.

## Weiterführende Informationen
Literatur
- Osvaldo und Julián Barsky: Gardel, la biografía. Taurus, Buenos Aires 2004, ISBN 987-04-0013-2 (spanisch).

Weblinks
- Tango Bar bei IMDb

Belege
1. ↑  Osvaldo und Julián Barsky: Gardel, la biografía. Taurus, Buenos Aires 2004, ISBN 987-04-0013-2, S. 674 (spanisch).
2. ↑  Osvaldo und Julián Barsky: Gardel, la biografía. Taurus, Buenos Aires 2004, ISBN 987-04-0013-2, S. 710 (spanisch).
3. ↑  Simon Collier: Carlos Gardel. Su vida, su música, su época. Sudamericana, Buenos Aires 1999, ISBN 950-07-1515-5, S. 268 (spanisch).